# Résolution 788 du Conseil de sécurité des Nations unies
Membres permanents
- Chine
- États-Unis
- France
- Royaume-Uni
- Russie

Membres non permanents
- Autriche
- Belgique
- Cap-Vert
- Équateur
- Hongrie
- Inde
- Japon
- Maroc
- Venezuela
- Zimbabwe

Résolution no 787 Résolution no 789
La résolution 788 du Conseil de sécurité des Nations Unies, adoptée à l'unanimité le 19 novembre 1992, après avoir déterminé que la détérioration de la situation au Libéria constituait une menace pour la paix et la sécurité internationales, a imposé un embargo sur les armes à destination du pays afin d'établir la paix et la stabilité.
Le Conseil de sécurité a commencé par saluer les efforts de la Communauté économique des États de l’Afrique de l’Ouest (CÉDÉAO) et a réaffirmé l’Accord de Yamoussoukro IV, signé le 30 octobre 1991, comme le meilleur cadre possible pour une résolution pacifique du conflit libérien. L'Accord prévoyait la mise en place d'un gouvernement de transition doté de pouvoirs législatif, exécutif et judiciaire, ainsi que la tenue d'élections présidentielles dans les sept mois suivant la signature de l'Accord.
La résolution a ensuite condamné la violation du cessez-le-feu du 28 novembre 1990 et les attaques contre le Groupe de surveillance de la CÉDÉAO au Libéria, appelant toutes les parties à respecter le droit international et à mettre en œuvre les accords pertinents. Il a également demandé au Secrétaire général Boutros Boutros-Ghali d’envoyer un représentant spécial au Libéria pour évaluer la situation et faire rapport au Conseil avec d’éventuelles recommandations.
Agissant en vertu du Chapitre VII de la Charte des Nations Unies, le Conseil a alors décidé que tous les États devaient immédiatement mettre en œuvre un embargo général et complet sur toutes les livraisons d’armes et d’équipements militaires au Libéria jusqu’à ce que le Conseil de sécurité n'en décide autrement. L'embargo ne s'appliquait cependant pas aux armes et aux équipements militaires destinés aux forces de maintien de la paix de la CÉDÉAO, et il a par la suite été violé et a exacerbé le conflit. Enfin, le Conseil a salué le travail des organisations humanitaires internationales et des États membres pour fournir une aide humanitaire à la population.